# Янош Пілінський
Янош Пілінський (угор. Pilinszky János; *27 листопада 1921, Будапешт — †27 травня 1981, Будапешт) — угорський поет.

## Біографія
Вчився в католицькій школі, так і не закінчив Будапештського університету. Почав публікуватися в 1938.

## Творчість і визнання
У скупих за обсягом (найчастіше — в кілька рядків), телеграфних за формою, гранично експресивних віршах, насичених метафорами згубних випробувань, краху, другого народження, виразилося есхатологічне переживання катастроф ХХ століття, досвід Освенцима і ГУЛАГу. Настільними для Пілінського були романи Достоєвського, до чиїх образів він не раз звертався у віршах, книги Сімони Вейль, з якими він познайомився у Франції в першій половині 1960-х і які переклав угорською.
У 1960-х Пілінський отримує визнання за межами Угорщини. На англійську мову його вірші перекладає Тед Г'юз, на французьку — П'єр Емманюель і Лоран Гаспар, на шведську — Тумас Транстремер; чотири романси на його вірші пише в 1973-1975 Дьордь Куртаґ. Поворотною точкою в долі Пілінського став паризький спектакль американського режисера-авангардиста Роберта Вілсона «Погляд глухого» (1971) і знайомство тоді ж з актрисою Шеріл Саттон, уявне листування з якою лягло в основу його роману-діалогу. Пілінський був удостоєний премій Ференца Баумгартена (1947), Аттіли Йожефа (1971), Лайоша Кошута (1980). Твори Пілінського переведені на англійську, французьку, німецьку, іспанську, італійську, нідерландську, норвезьку, фінську, польську та чеську мови. Музику на його вірші писали Аттіла Боза, Іштван Ланг, Філіп Балу, Брюно Мантовані.

## Роботи

### Поезія
- Trapéz és korlát (1946)
- Aranymadár (1957)
- Harmadnapon (1959)
- Nagyvárosi ikonok (1970)
- Szálkák (1972)
- Kráter (1976)

### Драматургія
- Rekviem/ Реквієм (1964)
- Végkifejlet/ Розв'язка (1974)

### Проза
- Beszélgetések Sheryl Suttonnal (1977, роман-діалог)
- Szög és olaj (1982)
- A mélypont ünnepélye (1984)

### Твори
- Összegyűjtött művei. Tanulmányok, esszék, cikkek. I—II./ Szerkesztette stb. Hafner Zoltán. Budapest: Századvég Kiadó, 1993.
- Conversations with Sheryl Sutton: The Novel of a Dialogue. Riverdale-on-Hudson: Sheep Meadow-Carcanet, 1992 .